# عملات سلالة سونغ

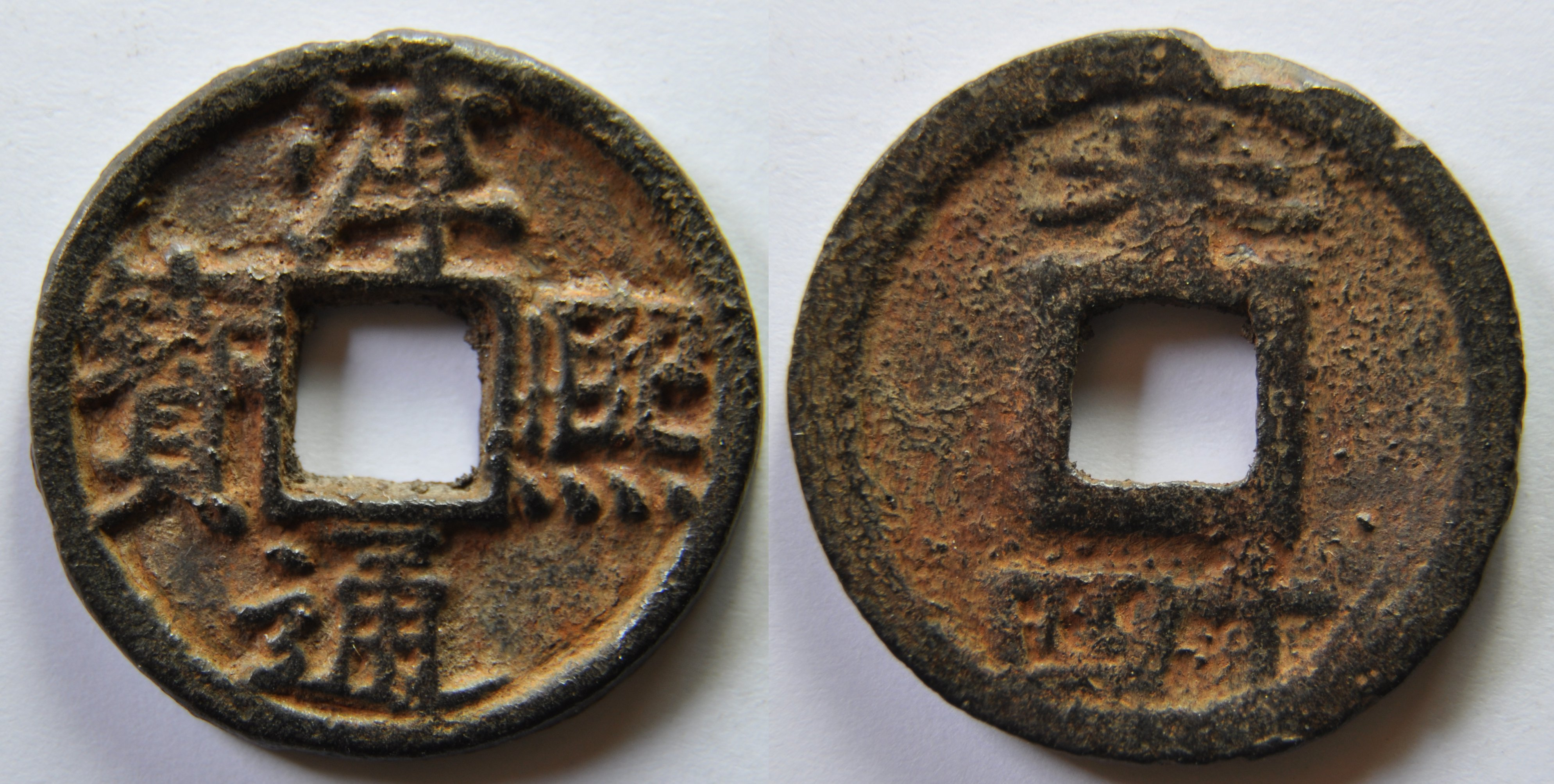
تعتبر النقوش التي تدور في اتجاه عقارب الساعة على الوجه وعلامات دار السك وسنوات الاحتياطي عناصر نموذجية للغاية لأنماط العملات في عهد أسرة سونغ الجنوبية.

تشير سلالة سونغ الجنوبية إلى عصر سلالة سونغ بعد أن استولت سلالة جين بقيادة جورشن على كايفنغ في عام 1127.   اضطرت حكومة سونغ إلى إنشاء عاصمة جديدة في لينآن ( هانغتشو الحالية) والتي لم تكن قريبة من أي مصادر للنحاس، لذا تدهورت جودة العملات النقدية المنتجة في عهد سلالة سونغ الجنوبية بشكل كبير مقارنة بالعملات النقدية المصنوعة من سبائك النحاس المصبوب في عهد أسرة سونغ الشمالية.  فضلت حكومة سونغ الجنوبية الاستثمار في دفاعاتها (حيث سقط جيشها ضعيف القدرة بسهولة أمام سلالة جين) بينما حاولت البقاء خامدة تجاه سلالة جين التي أقامت سلامًا طويل الأمد حتى ضم المغول في النهاية جين قبل الزحف إلى سونغ وتأسيس سلالة يوان. 
ظهرت العملات المعدنية من عهد أسرة سونغ في أشكال مختلفة مكتوبة إما بالاتجاه القياسي (أعلى - أسفل - يمين - يسار) أو في اتجاه عقارب الساعة (أعلى - يمين - أسفل - يسار). 
شهدت أسرة سونغ الجنوبية ظهور النقود الورقية، في حين أصبحت العملات المعدنية نادرة بشكل متزايد.  كما بدأ استخدام العملات النقدية الحديدية بأعداد أكبر، في البداية بسبب نقص النحاس، ولكن في وقت لاحق حتى مع العثور على المزيد من النحاس، ظل إنتاج العملات النقدية الحديدية أرخص، كما جعلت وفرة الحديد إنتاجها أكثر جاذبية للحكومة، في حين أن العديد من المشاكل مثل حقيقة أن الحديد يصعب نقشه، وأن الحديد يتآكل بشكل أسرع ضمنت استمرار إنتاج العملات النقدية النحاسية.  وعلى الرغم من النقص المزمن في النحاس، استخدمت أسرة سونغ الجنوبية عملات معدنية خاصة [الإنجليزية] كشكل من أشكال الحرب النفسية ضد المنشقين عن جيش جين،  وظلت العملات النحاسية ( والعملات الفضية لاحقًا) هي المعيار الإداري حتى بالنسبة للعملات الورقية التي قُدِّمَت حديثًا. 

## خلفية
شهدت سلالة سونغ الشمالية إعادة توحيد معظم أجزاء الصين الأصلية [الإنجليزية] وكذلك عملتها. شهدت أسرة سونغ الشمالية الاستخدام الواسع النطاق لـ "العملات النقدية المتطابقة" التي استخدمت أنواعًا مختلفة من الخط الصيني لنفس النقوش وإعادة تقديم العملات النقدية من فئات مختلفة.  أدى الفساد الحكومي إلى قيام حكومة سونغ الشمالية بإنتاج كميات كبيرة من العملات النقدية الحديدية بحلول نهاية عهد الإمبراطور تشيزونغ. 
بحلول وقت عملات تشونغنينغ تشونغباو النقدية (崇寧重寶) للإمبراطور هويتسونغ، أصبحت العملات النقدية بقيمة 10 وين هي [الإنجليزية] القاعدة حيث استخدمتها الحكومة كطريقة لمصادرة ثروة الشعب لإثراء خزانتها.  في قصة تعود إلى فترة سلالة سونغ الشمالية، يُستَخدَم رجل يشتري وعاءًا من الحساء لتوضيح المشقة الناجمة عن نقص عملات نقدية بقيمة 1 وين، والتي تُعرف بعملات شياوبينغ النقدية (小平錢). 
كانت هذه العملات النقدية من فئة 10 وين مبالغًا في تقدير قيمتها من قبل الحكومة لدرجة أن السوق خفضت قيمتها في النهاية حتى أصبحت تعادل ما يعادل 3 عملات نقدية فقط. 

## تاريخ

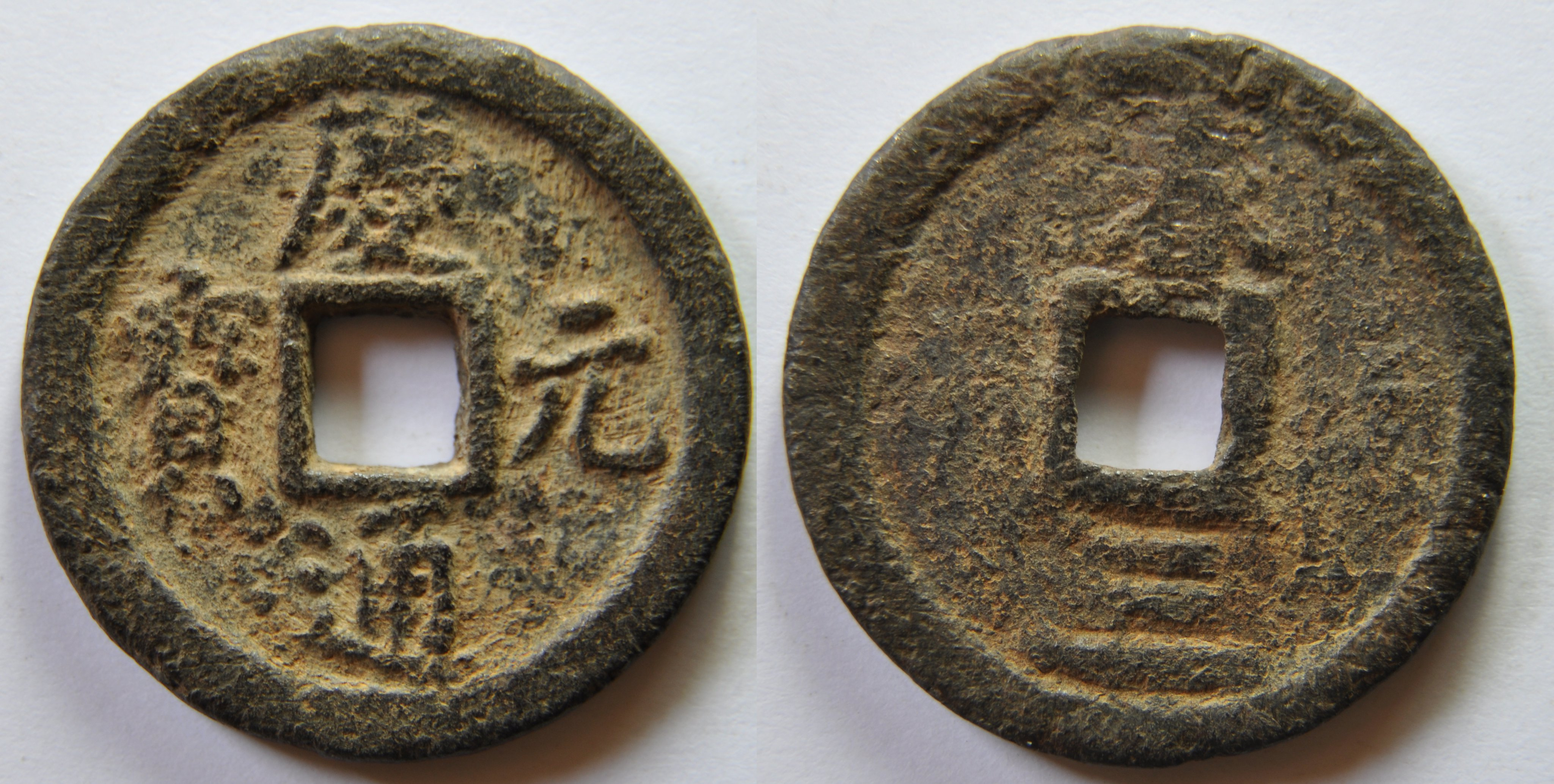
عملة معدنية تحمل نقشًا في اتجاه عقارب الساعة وسنة سكها على الوجه الخلفي، صُنعت في السنة الثالثة من عهد تشينغ يوان (1197).

ستعاني أسرة سونغ الجنوبية مما أطلق عليه "مجاعات العملة" أو تشيان هوانغ (錢荒)، خلال منتصف القرن الثالث عشر، وذلك لأن إنتاج العملات البرونزية انخفض إلى 2 إلى 3% فقط مما كان عليه في عهد أسرة سونغ الشمالية، وفي الوقت نفسه، زادت القيمة النسبية للفضة مقارنة بالبرونز بشكل مُطَّرِد مما أدى إلى اعتماد حكومة سونغ للفضة كمعيار جديد حيث ستظل قيمة الفضة قياسية إلى حد كبير طوال فترة أسرة سونغ الجنوبية بينما ستتقلب قيمة البرونز بشكل كبير. 
كان لدى أسرة سونغ العديد من "المناطق النقدية" التي كان لكل منها مزيجها الخاص من العملات البرونزية، و/أو الحديدية، والعملات الورقية، والأنظمة الفضية المتداولة. وقد أدت معايير العملة الإقليمية المنفصلة هذه إلى صُنع شخصيات إقليمية متميزة من شأنها في كثير من الأحيان أن تعيق التجارة بين المناطق فيما بينها. إن عجز حكومة سونغ بشكل عام عن إنشاء ما يكفي من عملات وين البرونزية للتداول ساعد في تعزيز هذا التنوع النقدي الذي من شأنه أن يعيق التجارة، وعلى الرغم من أن سونغ الشمالية كانت لديها ما يكفي من البرونز لهذا الطلب وحتى لإنشاء عملات معدنية كبيرة تسمى " عملات البسكويت "، إلا أن المناطق الجنوبية كانت تفتقر إلى هذه الموارد بعد أن فقدت الشمال أمام جين.  
وعلى الرغم من التنوع الكبير في وسائل التبادل المختلفة، فإن وثائق سلالة سونغ الجنوبية تقيس الأسعار دائمًا بالعملات البرونزية ( guàn貫و wén文)، والتي تتضمن قيمة السبائك الفضية نفسها.  بعد أن قام وانغ أنشي بإصلاح الإدارة المالية لسونغ الجنوبية بين عامي 1069 و1085، أصبحت الفضة عنصرًا حيويًا في المحاسبة الإدارية، وخاصة في مناطق معينة غنية بالفضة مثل سيتشوان الحديثة.  
في عام 1173 أثناء حكم الإمبراطور شياو زونغ، [الإنجليزية] أُعلِن اسم الفترة باسم تشونكسي مع كتابة "تشون" على أنها "纯".  بعد ستة أيام فقط من هذا الإعلان، غُيِّرَ "تشون" رسميًا ليُكتب بالهانزي كـ "淳".  أنتجت دار سك العملة التونغية في منطقة آنهوي كمية صغيرة جدًا من عملات تشونكسي يوانباو النقدية الحديدية (纯熙元寶) مع كتابة تشون على أنها "纯".  تعتبر هذه العملات الحديدية الصغيرة نادرة جدًا اليوم.  علاوة على ذلك، خلال بداية فترة تشونكسي، كانت العملات النقدية البرونزية المنتجة من هذا العصر والتي استمرت حتى نهاية عهد أسرة سونغ الجنوبية، تميل إلى كتابة نقوشها (أو أساطيرها) في شكل من أشكال الخط الصيني المعروف اليوم باسم "خط سونغ" أو " الخط العادي [الإنجليزية]".  لهذا السبب، يوجد في الواقع عدد أقل من أنواع العملات النقدية البرونزية من عهد أسرة سونغ من هذه الفترة فصاعدًا مقارنة بالعملات النقدية من الفترات السابقة. 
حتى عام 1179 استمرت سياسات عصر سونغ الشمالية في سك العملات المعدنية بخطوط مختلفة، ولكن بعد هذا العام كانت معظم العملات المعدنية تميل إلى حمل نقوش نصية عادية ‏ فقط.  بدءًا من عام 1180، بدأت حكومة سونغ الجنوبية في سك العملات المعدنية، ووضع سنة الحكم على ظهر العملات المعدنية بالإضافة إلى علامات الدار [الإنجليزية] من أجل منع التزوير من التداول، وذلك لأن التكنولوجيا اللازمة لصب النقوش على جانبي العملات المعدنية لم تُعتَمَد بعد من قبل دور السك الخاصة في ذلك الوقت.  من عام 1180 وحتى نهاية عهد أسرة سونغ، أنتجت الحكومة عددًا قليلًا جدًا من العملات البرونزية حيث كانت الأفضلية للحديد، وذلك لأن العملات النقدية البرونزية كانت بحاجة إلى خط معين كان أكثر تعقيدًا في الإنتاج. 
كانت المشكلة المستمرة التي واجهتها حكومة سونغ هي تدفق عملتها إلى الخارج، وخاصة إلى أسرة جين التي لم تنتج الكثير من العملات المعدنية الخاصة بها. أدى هذا التدفق الخارجي للعملات المعدنية في نهاية المطاف إلى دفع حكومة سونغ إلى إنتاج المزيد من النقود الورقية من أجل دعم اقتصادها. 
بحلول عام 1160 أصبحت العملات البرونزية نادرة، وأصبحت إلى حد كبير مقياسًا تجريديًا للقيمة بدلاً من عملة ملموسة، وكانت السمة الأكثر أهمية للعملات البرونزية بعد هذا العام هي مقياس لقيمة العملات الأخرى، بحلول عام 1161 أجبر النقص في عملات وين حكومة سونغ الجنوبية على خفض رواتب جنودها إلى النصف وبدلاً من دفع 50٪ منهم في هويزي،  30٪ في الفضة، و20٪ فقط في العملات البرونزية. بعد عام 1170، أنشأت محكمة سونغ عملة ورقية من نوع هويزي على أساس دائم بناءً على صيغة "بيندا" (品搭) التي نصت على أن تُدفع نصف الضرائب فقط في شكل عملات معدنية والنصف الآخر في شكل أوراق نقدية من نوع هويزي.  أثبتت هذه الصيغة نجاحها حيث زادت من قيمة هويزي المتداولة، كما أدت أيضًا إلى زيادة الطلب على عملات وين غير الشائعة.  اُستُخدِمَت أوراق هويزي بشكل متزايد لأغراض تجارية بينما خُزِّنَت العملات البرونزية في كثير من الأحيان كمدخرات، على الرغم من أن أوراق هويزي خُزِّنَت أيضًا كمدخرات، فقد حددت الحكومة فترة صلاحية لمدة 3 سنوات حتى يضطر الناس إلى تجديد أوراقهم النقدية باستمرار في المكاتب الحكومية لمنعهم من تخزين القيمة مثل ما حدث مع العملات البرونزية. 
ونتيجة للتهديد المستمر من إمبراطورية المغول وزيادة الإنفاق العسكري، بدأت حكومة سونغ في سك المزيد من العملات المعدنية مما أدى إلى التضخم.  في نهاية المطاف أصبحت العملات المعدنية عنصرًا نادر الاستخدام في لينآن مما دفع حكومة سونغ الجنوبية إلى البدء في إنتاج عملات معدنية صغيرة تسمى تشيان باي (錢牌) في فئات 10، و40، و100، و200، و300، و500 وين، ولكن في الواقع خُصِمَت الفئات لكل 100 وين (غالبًا بنسبة 30٪) وكانت قيمتها أقل في السوق الفعلية، ومن الأمثلة على ذلك 77 وين للأعمال الرسمية، و75 ون لأغراض التداول، ويمكن خصمها إلى 56 وين للكتابات.  تميل أغلب ألواح تشيان باي إلى أن تحمل الوصف "للاستخدام في محافظة لينآن" ()، العاصمة المعاصرة.  تنسب أسرة تشيان باي إلى فترة جينغدينغ (1260-1264). 
عندما بدأ المغول في التقدم جنوبًا، لم يقم آخر ثلاثة أباطرة من أسرة سونغ بصب أي عملات معدنية، حيث لم يكن لديهم الوقت لإنشاء أي دور سك ولا الموارد لإنتاج أي عملات معدنية مسبوكة. 

## قائمة العملات النقدية التي أنتجتها أسرة سونغ
تشمل العملات المعدنية المنتجة خلال فترة أسرة سونغ ما يلي:   

### عملات نقدية من عهد أسرة سونغ الشمالية[ا]
| النقش                | الصينية التقليدية | الصينية المبسطة | النص                                        | فترة السك | إمبراطور | صورة |
| -------------------- | ----------------- | --------------- | ------------------------------------------- | --------- | -------- | ---- |
| Song Yuan Tong Bao   | 宋元通寶          | 宋元通宝        | نص اعتيادي                                  | 960–976   | تيزو     |      |
| Tai Ping Tong Bao    | 太平通寶          | 太平通宝        | نص اعتيادي                                  | 976–989   | تايزونغ  |      |
| Chun Hua Yuan Bao    | 淳化元寶          | 淳化元宝        | نص اعتيادي, نص مختوم, نص شبه المتصل         | 990–994   | تايزونغ  |      |
| Zhi Dao Yuan Bao     | 至道元寶          | 至道元宝        | نص اعتيادي، نص متصل,نص شبه متصل             | 995–997   | تايزونغ  |      |
| Xian Ping Yuan Bao   | 咸平元寶          | 咸平元宝        | نص اعتيادي                                  | 998–1003  | زينزونغ  |      |
| Jing De Yuan Bao     | 景德元寶          | 景德元宝        | نص اعتيادي                                  | 1004–1007 | زينزونغ  |      |
| Xiang Fu Tong Bao    | 祥符通寶          | 祥符通宝        | نص اعتيادي، نص متصل                         | 1008–1016 | زينزونغ  |      |
| Xiang Fu Yuan Bao    | 祥符元寶          | 祥符元宝        | نص اعتيادي                                  | 1008–1016 | زينزونغ  |      |
| Tian Xi Tong Bao     | 天禧通寶          | 天禧通宝        | نص اعتيادي                                  | 1017–1022 | زينزونغ  |      |
| Tian Sheng Yuan Bao  | 天聖元寶          | 天圣元宝        | نص اعتيادي، نص مختوم                        | 1023–1031 | رينزونغ  |      |
| Ming Dao Yuan Bao    | 明道元寶          | 明道元宝        | نص اعتيادي، نص مختوم                        | 1032–1033 | رينزونغ  |      |
| Jing You Yuan Bao    | 景佑元寶          | 景佑元宝        | نص اعتيادي، نص مختوم                        | 1034–1038 | رينزونغ  |      |
| Huang Song Tong Bao  | 皇宋通寶          | 皇宋通宝        | نص اعتيادي، نص مختوم, Nine-fold seal script | 1039–1054 | رينزونغ  |      |
| Kang Ding Yuan Bao   | 康定元寶          | 康定元宝        | نص اعتيادي                                  | 1040      | رينزونغ  |      |
| Qing Li Zhong Bao    | 慶歷重寶          | 庆历重宝        | نص اعتيادي                                  | 1041–1048 | رينزونغ  |      |
| Zhi he Tong Bao      | 至和通寶          | 至和通宝        | نص اعتيادي، نص مختوم                        | 1054–1055 | رينزونغ  |      |
| Zhi he Yuan Bao      | 至和元寶          | 至和元宝        | نص اعتيادي، نص مختوم                        | 1054–1055 | رينزونغ  |      |
| Zhi he Zhong Bao     | 至和重寶          | 至和重宝        | نص اعتيادي، نص مختوم                        | 1054–1055 | رينزونغ  |      |
| Jia You Tong Bao     | 嘉佑通寶          | 嘉佑通宝        | نص اعتيادي، نص مختوم                        | 1056–1063 | رينزونغ  |      |
| Jia You Yuan Bao     | 嘉佑元寶          | 嘉佑元宝        | نص اعتيادي، نص مختوم                        | 1056–1063 | رينزونغ  |      |
| Zhi Ping Tong Bao    | 治平通寶          | 治平通宝        | نص اعتيادي، نص مختوم                        | 1064–1067 | ينغزونغ  |      |
| Zhi Ping Yuan Bao    | 治平元寶          | 治平元宝        | نص اعتيادي، نص مختوم                        | 1064–1067 | ينغزونغ  |      |
| Xi Ning Tong Bao     | 熙寧通寶          | 熙宁通宝        | نص اعتيادي، نص مختوم                        | 1068–1077 | شينزونغ  |      |
| Xi Ning Yuan Bao     | 熙寧元寶          | 熙宁元宝        | نص اعتيادي، نص مختوم                        | 1068–1077 | شينزونغ  |      |
| Xi Ning Zhong Bao    | 熙寧重寶          | 熙宁重宝        | نص اعتيادي، نص مختوم                        | 1068–1077 | شينزونغ  |      |
| Yuan Feng Tong Bao   | 元豐通寶          | 元丰通宝        | نص اعتيادي, نص مختوم, نص شبه المتصل         | 1078–1085 | شينزونغ  |      |
| Yuan You Tong Bao    | 元佑通寶          | 元佑通宝        | نص اعتيادي، نص مختوم                        | 1086–1094 | زيزونغ   |      |
| Shao Sheng Tong Bao  | 紹聖通寶          | 绍圣通宝        | نص اعتيادي, نص مختوم, نص شبه المتصل         | 1094–1098 | زيزونغ   |      |
| Shao Sheng Yuan Bao  | 紹聖元寶          | 绍圣元宝        | نص اعتيادي, نص مختوم, نص شبه المتصل         | 1094–1098 | زيزونغ   |      |
| Yuan Fu Tong Bao     | 元符通寶          | 元符通宝        | نص اعتيادي, نص مختوم, نص شبه المتصل         | 1098–1100 | زيزونغ   |      |
| Jian Guo Tong Bao    | 建國通寶          | 建国通宝        | نص اعتيادي، نص مختوم                        | 1101      | هويتسونغ |      |
| Sheng Song Tong Bao  | 聖宋通寶          | 圣宋通宝        | نص اعتيادي، نص مختوم                        | 1101–1106 | هويتسونغ |      |
| Sheng Song Yuan Bao  | 聖宋元寶          | 圣宋元宝        | Clerical script,نص اعتيادي، نص مختوم        | 1101–1106 | هويتسونغ |      |
| Chong Ning Tong Bao  | 崇寧通寶          | 崇宁通宝        | نص اعتيادي                                  | 1102–1106 | هويتسونغ |      |
| Chong Ning Yuan Bao  | 崇寧元寶          | 崇宁元宝        | نص اعتيادي                                  | 1102–1106 | هويتسونغ |      |
| Chong Ning Zhong Bao | 崇寧重寶          | 崇宁重宝        | نص اعتيادي                                  | 1102–1106 | هويتسونغ |      |
| Da Guan Tong Bao     | 大觀通寶          | 大观通宝        | نص اعتيادي                                  | 1107–1110 | هويتسونغ |      |
| Zheng He Tong Bao    | 政和通寶          | 政和通宝        | نص اعتيادي، نص مختوم                        | 1111–1117 | هويتسونغ |      |
| Chong He Tong Bao    | 重和通寶          | 重和通宝        | نص اعتيادي، نص مختوم                        | 1118–1119 | هويتسونغ |      |
| Xuan He Tong Bao     | 宣和通寶          | 宣和通宝        | نص اعتيادي، نص مختوم                        | 1119–1125 | هويتسونغ |      |
| Xuan He Yuan Bao     | 宣和元寶          | 宣和元宝        | نص اعتيادي، نص مختوم                        | 1119–1125 | هويتسونغ |      |
| Jing Kang Tong Bao   | 靖康通寶          | 靖康通宝        | نص اعتيادي، نص مختوم                        | 1126–1127 | تشنزونغ  |      |
| Jing Kang Yuan Bao   | 靖康元寶          | 靖康元宝        | نص اعتيادي، نص مختوم                        | 1126–1127 | تشنزونغ  |      |

### عملات نقدية من عهد أسرة سونغ الجنوبية
| النقش              | الصينية التقليدية | الصينية المبسطة | النص                 | فترة السك | الإمبراطور | صورة |
| ------------------ | ----------------- | --------------- | -------------------- | --------- | ---------- | ---- |
| Jianyan Tongbao    | 建炎通寶          | 建炎通宝        | نص اعتيادي، نص مختوم | 1127–1130 | غاوزونغ    |      |
| Jianyan Yuanbao    | 建炎元寶          | 建炎元宝        | نص اعتيادي، نص مختوم | 1127–1130 | غاوزونغ    |      |
| Jianyan Zhongbao   | 建炎重寶          | 建炎重宝        | نص مختوم             | 1127–1130 | غاوزونغ    |      |
| Shaoxing Tongbao   | 紹興通寶          | 绍兴通宝        | نص اعتيادي، نص مختوم | 1131–1162 | غاوزونغ    |      |
| Shaoxing Yuanbao   | 紹興元寶          | 绍兴元宝        | نص اعتيادي           | 1131–1162 | غاوزونغ    |      |
| Longxing Tongbao   | 隆興通寶          | 隆兴通宝        | نص اعتيادي، نص مختوم | 1163–1164 | شياوزونغ   |      |
| Longxing Yuanbao   | 隆興元寶          | 隆兴元宝        | نص اعتيادي، نص مختوم | 1163–1164 | شياوزونغ   |      |
| Qiandao Tongbao    | 乾道通寶          | 干道通宝        | نص اعتيادي           | 1165–1173 | شياوزونغ   |      |
| Qiandao Yuanbao    | 乾道元寶          | 干道元宝        | نص اعتيادي           | 1165–1173 | شياوزونغ   |      |
| Chunxi Tongbao     | 淳熙通寶          | 淳熙通宝        | نص اعتيادي           | 1174–1189 | شياوزونغ   |      |
| Chunxi Yuanbao     | 淳熙元寶          | 淳熙元宝        | نص اعتيادي، نص مختوم | 1174–1189 | شياوزونغ   |      |
| Shaoxi Tongbao     | 紹熙通寶          | 绍熙通宝        | نص اعتيادي، نص مختوم | 1190–1194 | غوانزونغ   |      |
| Shaoxi Yuanbao     | 紹熙元寶          | 绍熙元宝        | نص اعتيادي، نص مختوم | 1190–1194 | غوانزونغ   |      |
| Qingyuan Tongbao   | 慶元通寶          | 庆元通宝        | نص اعتيادي           | 1195–1200 | نينغزونغ   |      |
| Qingyuan Yuanbao   | 慶元元寶          | 庆元元宝        | نص اعتيادي           | 1195–1200 | نينغزونغ   |      |
| Jiatai Tongbao     | 嘉泰通寶          | 嘉泰通宝        | نص اعتيادي           | 1201–1204 | نينغزونغ   |      |
| Jiatai Yuanbao     | 嘉泰元寶          | 嘉泰元宝        | نص اعتيادي           | 1201–1204 | نينغزونغ   |      |
| Kaixi Tongbao      | 開禧通寶          | 开禧通宝        | نص اعتيادي           | 1205–1207 | نينغزونغ   |      |
| Kaixi Yuanbao      | 開禧元寶          | 开禧元宝        | نص اعتيادي           | 1205–1207 | نينغزونغ   |      |
| Shengsong Yuanbao  | 聖宋元寶          | 圣宋元宝        | نص اعتيادي           | 1210      | نينغزونغ   |      |
| Shengsong Zhongbao | 聖宋重寶          | 圣宋重宝        | نص اعتيادي           | 1210      | نينغزونغ   |      |
| Jiading Tongbao    | 嘉定通寶          | 嘉定通宝        | نص اعتيادي           | 1208–1224 | نينغزونغ   |      |
| Jiading Zhongbao   | 嘉定重寶          | 嘉定重宝        | نص اعتيادي، نص مختوم | 1208–1224 | نينغزونغ   |      |
| Jiading Yuanbao    | 嘉定元寶          | 嘉定元宝        | نص اعتيادي           | 1208–1224 | نينغزونغ   |      |
| Jiading Dabao      | 嘉定大寶          | 嘉定大宝        | نص اعتيادي           | 1208–1224 | نينغزونغ   |      |
| Jiading Chongbao   | 嘉定崇寶          | 嘉定崇宝        | نص اعتيادي           | 1208–1224 | نينغزونغ   |      |
| Jiading Quanbao    | 嘉定全寶          | 嘉定全宝        | نص اعتيادي           | 1208–1224 | نينغزونغ   |      |
| Jiading Yongbao    | 嘉定永寶          | 嘉定永宝        | نص اعتيادي           | 1208–1224 | نينغزونغ   |      |
| Jiading Zhenbao    | 嘉定真寶          | 嘉定真宝        | نص اعتيادي           | 1208–1224 | نينغزونغ   |      |
| Jiading Xinbao     | 嘉定新寶          | 嘉定新宝        | نص اعتيادي           | 1208–1224 | نينغزونغ   |      |
| Jiading Anbao      | 嘉定安寶          | 嘉定安宝        | نص اعتيادي           | 1208–1224 | نينغزونغ   |      |
| Jiading Longbao    | 嘉定隆寶          | 嘉定隆宝        | نص اعتيادي           | 1208–1224 | نينغزونغ   |      |
| Jiading Quanbao    | 嘉定泉寶          | 嘉定泉宝        | نص اعتيادي           | 1208–1224 | نينغزونغ   |      |
| Jiading Zhengbao   | 嘉定正寶          | 嘉定正宝        | نص اعتيادي           | 1208–1224 | نينغزونغ   |      |
| Jiading Hongbao    | 嘉定洪寶          | 嘉定洪宝        | نص اعتيادي           | 1208–1224 | نينغزونغ   |      |
| Jiading Wanbao     | 嘉定万寶          | 嘉定万宝        | نص اعتيادي           | 1208–1224 | نينغزونغ   |      |
| Jiading Zhibao     | 嘉定之寶          | 嘉定之宝        | نص اعتيادي           | 1208–1224 | نينغزونغ   |      |
| Jiading Zhenbao    | 嘉定珍寶          | 嘉定珍宝        | نص اعتيادي           | 1208–1224 | نينغزونغ   |      |
| Jiading Xingbao    | 嘉定興寶          | 嘉定兴宝        | نص اعتيادي           | 1208–1224 | نينغزونغ   |      |
| Jiading Yongbao    | 嘉定用寶          | 嘉定用宝        | نص اعتيادي           | 1208–1224 | نينغزونغ   |      |
| Jiading Zhibao     | 嘉定至寶          | 嘉定至宝        | نص اعتيادي           | 1208–1224 | نينغزونغ   |      |
| Jiading Fengbao    | 嘉定封寶          | 嘉定封宝        | نص اعتيادي           | 1208–1224 | نينغزونغ   |      |
| Baoqing Yuanbao    | 寶慶元寶          | 宝庆元宝        | نص اعتيادي           | 1225–1227 | ليتسونغ    |      |
| Dasong Tongbao     | 大宋通寶          | 大宋通宝        | نص اعتيادي           | 1225      | ليتسونغ    |      |
| Dasong Yuanbao     | 大宋元寶          | 大宋元宝        | نص اعتيادي           | 1225–1227 | ليتسونغ    |      |
| Shaoding Tongbao   | 紹定通寶          | 绍定通宝        | نص اعتيادي           | 1228–1233 | ليتسونغ    |      |
| Shaoding Yuanbao   | 紹定元寶          | 绍定元宝        | نص اعتيادي           | 1228–1233 | ليتسونغ    |      |
| Duanping Tongbao   | 端平通寶          | 端平通宝        | نص اعتيادي           | 1234–1236 | ليتسونغ    |      |
| Duanping Yuanbao   | 端平元寶          | 端平元宝        | نص اعتيادي           | 1234–1236 | ليتسونغ    |      |
| Duanping Zhongbao  | 端平重寶          | 端平重宝        | نص اعتيادي           | 1234–1236 | ليتسونغ    |      |
| Jiaxi Tongbao      | 嘉熙通寶          | 嘉熙通宝        | نص اعتيادي           | 1237–1240 | ليتسونغ    |      |
| Jiaxi Zhongbao     | 嘉熙重寶          | 嘉熙重宝        | نص اعتيادي           | 1237–1240 | ليتسونغ    |      |
| Chunyou Tongbao    | 淳佑通寶          | 淳佑通宝        | نص اعتيادي           | 1241–1252 | ليتسونغ    |      |
| Chunyou Yuanbao    | 淳佑元寶          | 淳佑元宝        | نص اعتيادي           | 1241–1252 | ليتسونغ    |      |
| Huangsong Yuanbao  | 皇宋元寶          | 皇宋元宝        | نص اعتيادي           | 1253–1258 | ليتسونغ    |      |
| Kaiqing Tongbao    | 開慶通寶          | 开庆通宝        | نص اعتيادي           | 1259      | ليتسونغ    |      |
| Jingding Yuanbao   | 景定元寶          | 景定元宝        | نص اعتيادي           | 1260–1264 | ليتسونغ    |      |
| Xianchun Yuanbao   | 咸淳元寶          | 咸淳元宝        | نص اعتيادي           | 1265–1274 | دوزونغ     |      |

## قائمة تشيان باي حسب النقش
| قائمة تشيان باي حسب النقش                                         | قائمة تشيان باي حسب النقش                              | قائمة تشيان باي حسب النقش                                                                 | قائمة تشيان باي حسب النقش | قائمة تشيان باي حسب النقش | قائمة تشيان باي حسب النقش |
| نقش الوجه الأمامي (الصينية المبسطة)                               | نقش الوجه الخلفي (الصينية التقليدية)                   | الترجمة                                                                                   | المكون                    | Hartill number(s)         | صورة                      |
| ----------------------------------------------------------------- | ------------------------------------------------------ | ----------------------------------------------------------------------------------------- | ------------------------- | ------------------------- | ------------------------- |
| Lin'an Fu Xing Yong (臨安府行用)                                  | Zhun Yi Shi Wen Sheng (準壹拾文省)                     | "(للاستخدام في ولاية لين آن.) يساوي 10 قطع نقدية بعد التخفيض."                            | الرصاص                    | 17.900                    |                           |
| Lin'an Fu Xing Yong (臨安府行用)                                  | Zhun Er Shi Wen Sheng (準貳拾文省)                     | "(للاستخدام في ولاية لين آن.) يساوي 20 قطعة نقدية بعد التخفيض."                           | الرصاص                    | None                      |                           |
| Lin'an Fu Xing Yong (臨安府行用)                                  | Zhun Si Shi Wen Sheng (準肆拾文省)                     | "(للاستخدام في ولاية لين آن.) يساوي 40 قطعة نقدية بعد التخفيض."                           | الرصاص                    | 17.901                    |                           |
| Lin'an Fu Xing Yong (臨安府行用)                                  | Zhun Yi Bai Wen Sheng (準壹佰文省)                     | "(للاستخدام في ولاية لين آن.) يساوي 100 قطعة نقدية بعد التخفيض."                          | الرصاص                    | 17.902                    |                           |
| Lin'an Fu Xing Yong (臨安府行用)                                  | Zhun Er Bai Wen Sheng (準貳佰文省)                     | "(للاستخدام في ولاية لين آن.) يساوي 200 قطعة نقدية بعد التخفيض."                          | البرونز                   | 17.903, 17.904            |                           |
| Lin'an Fu Xing Yong (臨安府行用)                                  | Zhun San Bai Wen Sheng (準三佰文省)                    | "(للاستخدام في ولاية لين آن.) يساوي 300 قطعة نقدية بعد التخفيض."                          | البرونز                   | 17.905, 17.906            |                           |
| Lin'an Fu Xing Yong (臨安府行用)                                  | Zhun Wu Bai Wen Sheng (準伍佰文省)                     | "(للاستخدام في ولاية لين آن.) يساوي 500 قطعة نقدية بعد التخفيض."                          | البرونز                   | 17.907, 17.908            |                           |
| He Zhou Xing Yong, Shi Wen Bai (和州行用，十文百)                 | Zhun Xuan, Zhun Shi Ba Jie Er Bai (權宣，準拾捌界貳佰) | "(للاستخدام في ولاية هي، 10 قطع [تعادل] 100.) للاستخدام الطارئ، يعادل 18 مع حد أقصى 200." | الرصاص                    | 17.909                    |                           |
| He Zhou Xing Yong, Shi Bai (和州行用，使百)                       | Zhun Xuan, Zhun Shi Ba Jie Er Bai (權宣，準拾捌界貳佰) | "(للاستخدام في ولاية هي، يستخدم كـ 100.) للاستخدام الطارئ، يعادل 18 مع حد أقصى 200."      | البرونز                   | 17.910                    |                           |
| Zhun Shi Ba Jie Yi Bai Jiang Zhou Xing Shi (準拾捌界壹佰江州行使) | Shi [Unknown] (使 [Unknown])                           | "يعادل 18 مع حد أقصى 100. [للاستخدام في ولاية جيانغ.] يُستخدم كـ [غير مقروء]."             | البرونز                   | 17.191                    |                           |

## أرقام سك النقود ومعروض النقود

### عملات نقدية برونزية
أُنتِجَت العملات النقدية البرونزية بكميات كبيرة في العصر السابق لأسرة سونغ، ويمكن تفسير ذلك جزئيًا بسبب النمو السكاني حيث نما عدد السكان من 32.000.000 شخص على الأقل في عام 961 إلى 120.000.000 شخص على الأكثر في عام 1193.  على سبيل المثال، خلال عهد الإمبراطور تايزونغ، [الإنجليزية] سُكَّ 800.000 خيط (أو 800.000.000 قطعة نقدية)،  بينما خلال عهد الإمبراطور ينغزونغ [الإنجليزية] ارتفع الإنتاج السنوي إلى 3.000.000 خيط. 
بحلول وقت حادثة جينجكانج، [الإنجليزية] كانت حكومة أسرة سونغ قد جمعت 98.000.000 سلسلة، وكان هذا 30.000.000 سلسلة متداولة بين الناس.  يشير هذا إلى أنه على الرغم من إنتاج عدد كبير من العملات النقدية خلال فترة سلالة سونغ الشمالية، إلا أن بعضها فقط وصل إلى التداول العام بين الناس.  حتى لو كان عدد العملات النقدية في السلاسل حوالي 800 فقط لكل سلسلة، فإن العدد الإجمالي للعملات النقدية في عهد أسرة سونغ التي أُنتِجَت بحلول نهاية عهد أسرة سونغ سيكون حوالي 90.000.000.000.  ومع ذلك، فمن المرجح أن يكون قد سُكَّ عدد أكبر من العملات النقدية نظرًا لحقيقة أن عملة أسرة سونغ أصبحت العملة العالمية للشرق الأقصى في ذلك الوقت وصُدِّرَ عدد كبير من العملات النقدية. 
وفي الوقت نفسه، انخفض الإنتاج السنوي من العملات النقدية بشكل كبير خلال فترة سلالة سونغ الجنوبية ليصل إلى متوسط 200.000 سلسلة فقط في السنة وغالبًا أقل من ذلك بكثير، وكان هذا بسبب مزيج من تكاليف السك المرتفعة وتكاليف التعدين المرتفعة.  كان نقص النحاس سيئًا للغاية حتى أصبح من المعتاد أن يصدر الإمبراطور مراسيم تطالب المواطنين بتسليم جميع أوانيهم المصنوعة من سبائك النحاس وممتلكاتهم الأخرى إلى دور السك.  كما أدى نقص النحاس إلى احتواء عملات سونغ الجنوبية على 25% أقل من النحاس مقارنة بالعملات النقدية في فترة سلالة سونغ الشمالية. 
إن نجاح العملات النقدية لسلالة سونغ الشمالية على المستوى المحلي والدولي جعل من الصعب، حتى في ذروة الإنتاج، إنتاج عدد كافٍ من العملات المعدنية للسوق، ولاستعادة مرونة المعروض النقدي أصدرت الحكومة نقودًا ورقية لتأمين دفع الضرائب. 

### عملات نقدية حديدية
لعبت العملات النقدية الحديدية دورًا مهمًا خلال فترة أسرة سونغ وأُنتِجَ ما يقرب من 900.000.000 عملة نقدية حديدية سنويًا.  في عام 1080 كان هناك 26 دار سك عملات، 9 منها أنتجت عملات نقدية حديدية. 
كانت أغلب العملات النقدية الحديدية متداولة في الجنوب إلى جانب العملات النقدية البرونزية، ولكن خلال فترة أسرة سونغ الجنوبية اُستُكمِلَ تداولها بأموال ورقية لتخفيف المشاكل الناجمة عن نقص النحاس الإقليمي.  وهذا يعني أنه على الرغم من أن العملات النقدية الحديدية كانت لا تزال متداولة هناك خلال فترة سونغ الجنوبية، إلا أنها لم تعد بنفس الأهمية التي كانت عليها خلال فترة سونغ الشمالية. 

## عملات نقدية أصدِرَت للمنشقين عن جيش جين
في عام شاوشينغ الأول (1131) كانت القوات العسكرية لسلالات سونغ، وجورشن، وجين تعسكر مقابل بعضها البعض على جانبي نهر يانغتسي، أنشأ الجنرال ليو غوانجشي (劉光世) عملة نقدية خاصة تشبه "رمز الثقة" مع نقش Zhaona Xinbao (招納信寶) والتي يمكن ترجمتها على أنها "كنز (عملة) يجند جنود (سلالة جين) الذين يرغبون في العودة إلى وطنهم" واعتمد سياسة مفادها أنه يمكن استخدام هذه العملات النقدية الخاصة لإظهار انشقاقهم عن جيش جين.  لم يكن الجنود الفارون من أصل صيني هان فقط، بل كان من بينهم أيضًا الخيتانيون والجورشن. نُظِّمَ هؤلاء الجنود الإضافيين في جيشين أُنشِئا حديثًا أطلق عليهما اسم " القلوب المقروءة " (赤心، chì xīn ) و" الجيش الذي يظهر من العدم " (奇兵، qí bīng ). أجبر العدد الهائل من الهاربين الجنرال جين وان يانتشانغ (完顏昌) على استدعاء قواته المتبقية للتراجع.  
| النقش                                               | الصينية التقليدية                            | الصينية المبسطة                              | صورة |
| --------------------------------------------------- | -------------------------------------------- | -------------------------------------------- | ---- |
| جاونا شينباو (الوجه الأمامي) شي شانغ (الوجه الخلفي) | 招納信寶 (الوجه الأمامي) 使上 (الوجه الخلفي) | 招纳信宝 (الوجه الأمامي) 使上 (الوجه الخلفي) |      |

## كتب العملات المعاصرة
في عام 1149، كتب هونغ زون (洪遵) كتاب Quan Zhi (泉志)، والذي يُعترف به باعتباره أقدم كتاب عملات موجود في العالم.  وقد شرح كتاب تشوان تشي الأشكال المختلفة للعملة الصينية [الإنجليزية] منذ الصين القديمة وحتى عهد أسرة سونغ. 

## نقوش خيالية
في حين لم يقم الأباطرة الثلاثة الأخيرون من سلالة سونغ بسك عملات نقدية تحمل الألقاب الأسرية أو تواريخ عصر الحكم، مثل ديو (德佑)، وجينغيان (景炎)، وشيانغشينغ (祥興)،  سواء في الماضي أو من أجل تلبية الطلب على مثل هذه العملات النقدية من عصر سلالة سونغ الجنوبية من قبل جامعي العملات المتحمسين، قام عدد صغير من تجار العملات الصينيين القدامى عديمي الضمير بتصنيع عملات نقدية خيالية من ديو وجينغيان لتحقيق أرباحهم الخاصة. 
توجد عملة نقدية صغيرة ورفيعة تحمل نقش Xiangxing، ولكن هذه العملة النقدية المحددة صُنِّعَت في ما يُعرف اليوم بفيتنام ولا ترتبط بعملات سلالة سونغ الجنوبية (انظر: النقود الفيتنامية [الإنجليزية] ). 